# Tudo menos Hollywood
Tudo menos Hollywood foi uma rubrica de exibição de cinema às segundas e, posteriormente, às quartas-feiras à noite, na RTP2, dedicada ao cinema mundial.

## Ciclos de filmes exibidos no Tudo menos Hollywood
Os filmes que foram apresentados no Tudo menos Hollywood, entre estreias em televisão e repetições, foram dos mais variados tipos e períodos e dos mais diferentes níveis de sucesso, como se pode presumir dos seguintes exemplos:

### 2016

#### Ciclo "Cinema Italiano"[1]
| Dia de exibição     | Titulo do filme e ano         | País de origem | Elenco principal                               | Tempo de exibição   |
| ------------------- | ----------------------------- | -------------- | ---------------------------------------------- | ------------------- |
| 6 de abril de 2016  | O Caimão (2006)               | Itália         | Silvio Orlando, Margherita Buy, Jasmine Trinca | 1 hora e 54 minutos |
| 13 de abril de 2016 | A Aldeia de Cartão (2011)     | Itália         | Michael Lonsdale, Massimo de Francovich        | 1 hora e 24 minutos |
| 20 de abril de 2016 | Almoço de 15 de Agosto (2008) | Itália         | Valeria de Franciscis, Marina Cacciotti        | 1 hora e 17 minutos |
| 27 de abril de 2016 | Minha Mãe (2015)              | Itália         | Margherita Buy, John Turturro, Nanni Moretti   | 1 hora e 46 minutos |

#### Ciclo "Cinema Brasileiro"[6]
| Dia de exibição      | Titulo do filme e ano                            | País de origem              | Elenco principal                                                  | Tempo de exibição   |
| -------------------- | ------------------------------------------------ | --------------------------- | ----------------------------------------------------------------- | ------------------- |
| 3 de agosto de 2016  | O Abismo Prateado (2013)                         | Brasil                      | Alessandra Negrini, Alice Borges, Camila Amado                    | 1 hora e 21 minutos |
| 10 de agosto de 2016 | Histórias de Amor Duram Apenas 90 Minutos (2010) | Brasil                      | Caio Blat, Luz Cipriota, Maria Ribeiro                            | 1 hora e 22 minutos |
| 17 de agosto de 2016 | Os Inquilinos (2010)                             | Brasil                      | Marat Descartes, Ana Carbatti, Umberto Magnani                    | 1 hora e 42 minutos |
| 24 de agosto de 2016 | A Casa de Alice (2008)                           | Brasil                      | Carla Ribas, Berta Zemel, Vinicius Zinn                           | 1 hora e 34 minutos |
| 31 de agosto de 2016 | Budapeste (2009)                                 | Brasil · Portugal · Hungria | Leonardo Medeiros, Gabriella Hámori, Ivo Canelas, Nicolau Breyner | 1 hora e 59 minutos |

### 2018
| Dia de exibição         | Titulo do filme e ano         | País de origem | Elenco principal           | Tempo de exibição   |
| ----------------------- | ----------------------------- | -------------- | -------------------------- | ------------------- |
| 12 de fevereiro de 2018 | O Império dos Sentidos (1976) | Japão · França | Tatsuya Fuji, Eiko Matsuda | 1 hora e 41 minutos |